# Liste der Monuments historiques in Harréville-les-Chanteurs
Die Liste der Monuments historiques in Harréville-les-Chanteurs führt die Monuments historiques in der französischen Gemeinde Harréville-les-Chanteurs auf.

## Liste der Objekte
| Bezeichnung | Beschreibung                                                                            | Standort                        | Kennzeichnung | Schutzstatus | Datum | Bild |
| ----------- | --------------------------------------------------------------------------------------- | ------------------------------- | ------------- | ------------ | ----- | ---- |
| Hauptaltar  | Altartisch, Tabernakel und Retabel; Kalkstein und Holz, farbig gefasst, 18. Jahrhundert | in der Kirche St-Germain (Lage) | PM52001888    | Inscrit      | 1978  |      |